# Parafia Najświętszego Serca Pana Jezusa w Wilkowie
Parafia Najświętszego Serca Pana Jezusa w Wilkowie – parafia rzymskokatolicka znajdująca się w archidiecezji warmińskiej, w Dekanacie Kętrzyn.